# Estadio Olímpico w Caracas
Estadio Olímpico w Caracas (pełna nazwa Estadio Olímpico de la Universidad Central de Venezuela) - wielofunkcyjny stadion w Caracas, stolicy Wenezueli z bieżnią używany głównie do meczów piłki nożnej, lekkoatletyki i rugby. Jest częścią Ciudad Universitaria de Caracas i dlatego w 2000 roku znalazł się na Liście Światowego Dziedzictwa UNESCO. Jeden z najważniejszych i najstarszych stadionów Wenezueli.

## Historia
Stadion jest jednym z wielu kompleksów sportowych w Ciudad Universitaria de Caracas, kampusie uniwersyteckim zaprojektowanym przez Carlosa Raúla Villanuevę i wybudowanym w latach 1940–1960. Został otwarty 5 grudnia 1951 rokupodczas inauguracji III Igrzysk Boliwijskich. Przed Copa America w 2007 roku stadion przeszedł modernizację. Wymieniono miejsca siedzące na trybunach zmieniając ich kolorystykę i dostosowano go do nowych wymogów bezpieczeństwa. W 2016 roku stadion został odnowiony: naprawiono system nawadniania i odwodnienia stadionu, poprawiono oświetlenie i wyremontowano obiekty sanitarne.

## Użytkowanie
Stadionem zarządza Fundacja UCV (Fundación Universidad Central de Venezuela), która zajmuje się eksploatacją i konserwacją stadionu.
Na stadionie są rozgrywane oficjalne mecze wenezuelskich drużyn piłkarskich pierwszej i drugiej ligi, takich jak Caracas Football Club, Deportivo La Guaira, Klub UCV Fútbol i Petare Fútbol Club.